# Zakrzewo (województwo zachodniopomorskie)
Zakrzewo (do 1945 niem. Sackshöhe) – wieś w Polsce położona w województwie zachodniopomorskim, w powiecie sławieńskim, w gminie Darłowo przy drodze wojewódzkiej nr 203. Wieś jest siedzibą sołectwa w którego skład wchodzą również miejscowości Zakrzewo Dolne i Zakrzewo Górne.
Według danych z 28 września 2009 roku wieś miała 201 stałych mieszkańców.
W latach 1975–1998 miejscowość położona była w województwie koszalińskim.